# Айша та Мохаммед
«Айша та Мохаммед» — драматичний твір (діалог за визначенням авторки) написаний Лесею Українкою у квітні 1907 року в Ялті. Невеликий за обсягом твір розповідає про любовний трикутник між пророком Мохаммедом та його дружинами Айшею та Хадіджею.

## Сюжет
Розмова відбувається у садку гарему пророка.  Зажурена Айша починає допитуватися в Мохаммеда, чому він продовжу ходити на могилу Хадіджі, чому він одружився із старою та некрасивою жінкою. Мета і бажання Айші: 
«Мохаммед.
Я не знаю,
чого ти хочеш, Айшо.
Айша.
Ти не знаєш?!
Я хочу, щоб мене любив Мохаммед!
Мохаммед.
Хіба ж я не люблю?
Айша (не слухає).
Мене любив

і більш нікого!» 
Айша думає, чи міг Мохаммед одружитися з Хадіджею через гроші, але вона розуміє, що це не так. Айша прагне знати, чому ж Хадіджу Мохаммед так сильно кохав, а Айшу так не любить. Адже вона молодша, красивіша, жива і теж ревно кохає пророка. Мохамед відповідає Айші, що не в красі чи віці справа 
«От ти сказала:
стару, негарну... і в моїх очах
вона ні гарною, ні молодою
ніколи не здавалась. Не скажу я,
що я не бачив і не завважав
того нічого: я злічив всі зморшки
у неї на обличчі... літ її
мені й сусіди не дали б забути...
але в ній щось було... щось вічне, Айшо...
Мені здається, що воно живе,
і дивиться на мене крізь могилу,
і голосом таємним промовля,

і всі мої слова та й думку чує.... »
Почувши правду, Айша допитується, чи є це щось у ній. Відповіддю їй є лише мовчання. Айша ридає. 

## Персонажі
У поемі є лише 2 персонажів, що ведуть діалог. Але у своїх розмовах вони постійно говорять про третю особу, що дохволяє виокремити її як окремого персонажа поеми.
- Мохаммед — уже старший пророк, який після смерті своєї коханої дружини узяв гарем та одружився із Айшею. Однак, маючи красуню-дружину він продовжує відвідувати могилу першої дружини, адже не втратив до неї почуттів.

- Айша — молода та красива дружина Мохаммеда, яка ревнує коханого до загиблої дружини Хадіджі та намагається допитатися у чоловіка, чим особливим  приваблювала його Хадіджа.

- Хадіджа — персонажка, яка є лише темою обговорення у творі. Старша за Мохаммеда, багата жінка, з якою він одружився.

## Художні деталі
У розмові про кохання Айша та Мохаммед порівнюють пророка із сонцем, а його любов — із сонячним світлом. Айша хоче усю його любов, все світло та тепло для себе. Він відповідає, що сонце світить для усіх, зігріває весь світ, його неможливо привласнити чи зосередити на одній людині. Тоді Айша заперечує, бо для Хадіджі любов була особливою. На це Мохаммед говорить, що перші промені сонце завжди віддає чомусь одному.

## Автобіографічні деталі
У творі легко помітні автобіографічні деталі. Як і в Мохаммеда та Хадіджі, у Лесі Українки і Климента Квітки була значна різниця у віці, письменниця була старшою за чоловіка. Їхню пару теж можна було описати як молодий чоловік та старша, негарна і багатша за нього жінка. Очевидно, що суспільство ставилось до такого союзу так само як і Айша у поемі. Описуючи історію пророка і першої дружини, Леся Українка могла описувати і свої тривоги та переживання щодо їхнього шлюбу. Зокрема слова Мохаммеда «літ її мені й сусіди не дали б забути…» також могли б належати і Квітці. Мабуть Леся Українка вірила, що, як і Мохаммед, Климент Квітка бачив у своїй дружині не лише великі статки, вік та відсутність краси, але й щось більше.

## Історія написання
Діалог написаний у роки перебування Лесі Українки у Криму. Там вона зацікавилась мусульманством, культурою, звичаями та побутом киримли. Як наслідки цих досліджень авторка написала кілька творів на кримську тематику («Бахчисарай», «Бахчисарайська гробниця», інші), серед них і «Айша та Мохаммед».
На цю ж тематику є поема у Пантелеймона Куліша «Магомет і Хадиза» (1883). Діалог Лесі Українки зображає іншу частину цієї історії. Письменниця показує почуття Мохаммеда до Хадіджі через бачення та страждання Айші. Натомість Куліш пише про Хадіджу і Мохаммеда без посередників.

## Публікації
Поема не була опублікована одразу після написання. Леся Українка подала її до друку лише у 1913 році до журналу «Дзвін» про що відомо із її листів матері.
Діалог було поставлено для публіки 1913 року Марією Старицькою. Леся Українка була на прем'єрі спектаклю. Публіка схвально відгукувалась про постановку.